# Short Tour
Short Tour fue la primera gira de concierto brindado por la banda No Devotion para promover sus primeras giras, después del suceso de la acción de Ian Watkins de Lostprophets. Fue su única gira para el baterista Luke Johnson antes de dejar la banda a principios de 2015.

## Setlist
1. "Night Drive"
2. "Eyeshadow"
3. "Addition"
4. "I Wanna Be Your God"
5. "10,000 Summers"
6. "Only Thing"
7. "Death Rattle"
8. "Stay"
9. "Grand Central"

## Actos de apertura
- Neon Trees
- Gerard Way
- Kids in Glass Houses

## Fechas de la gira
| Fecha                  | Ciudad                     | País           | Lugar              |
| ---------------------- | -------------------------- | -------------- | ------------------ |
| Gales                  |                            |                |                    |
| 22 de julio de 2014    | Cardiff                    | Gales          | CF10               |
| Inglaterra             |                            |                |                    |
| 23 de julio de 2014    | Mánchester                 | Inglaterra     | Sound Control      |
| 25 de julio de 2014    | Londres                    | Inglaterra     | Academy Islington  |
| Estados Unidos         |                            |                |                    |
| 28 de octubre de 2014  | Brooklyn, Nueva York       | Estados Unidos | Glasslands Gallery |
| 29 de octubre de 2014  | Los Ángeles, California    | Estados Unidos |                    |
| 30 de octubre de 2014  | Las Vegas, Nevada          | Estados Unidos |                    |
| 31 de octubre de 2014  | Chicago                    | Estados Unidos |                    |
| 1 de noviembre de 2014 | San Luis (Misuri)          | Estados Unidos |                    |
| 2 de noviembre de 2014 | Detroit                    | Estados Unidos |                    |
| Canadá                 |                            |                |                    |
| 3 de noviembre de 2014 | Toronto                    | Canadá         |                    |
| Estados Unidos         |                            |                |                    |
| 4 de noviembre de 2014 | Columbus                   | Estados Unidos |                    |
| 5 de noviembre de 2014 | Pittsburgh, Pennsylvania   | Estados Unidos |                    |
| 6 de noviembre de 2014 | Philadelphia, Pennsylvania | Estados Unidos |                    |
| Reino Unido            |                            |                |                    |
| 19 de enero de 2015    | Bristol                    | Reino Unido    |                    |
| 20 de enero de 2015    | Birmingham                 | Reino Unido    |                    |
| 21 de enero de 2015    | Southampton                | Reino Unido    |                    |
| 22 de enero de 2015    | Reading                    | Reino Unido    |                    |
| 23 de enero de 2015    | Londres                    | Reino Unido    | Brixton Academy    |

## Personal
- Geoff Rickly - voces
- Lee Gaze - guitarra principal, coros
- Mike Lewis - guitarra rítmica, coros, bajo, coros
- Stuart Richardson - bajo, coros
- Jamie Oliver - teclados, sintetizador, coros
- Luke Johnson - batería, percusión